# マリオ・バターリ
マリオ・バターリ（Mario Batali、1960年9月19日-）は、アメリカ合衆国の料理人。イタリア系アメリカ人。Babbo Ristorante e Enotecaというレストランを所有している.
1999年にGQのMan of the Yearに選ばれている。
フード・ネットワークのMolto Mario、Ciao Americaに出演し、2005年よりアイアン・シェフ・アメリカにイタリアンの鉄人として出演している。10冊の本を書いている。